# Representaciones alegóricas de la Argentina

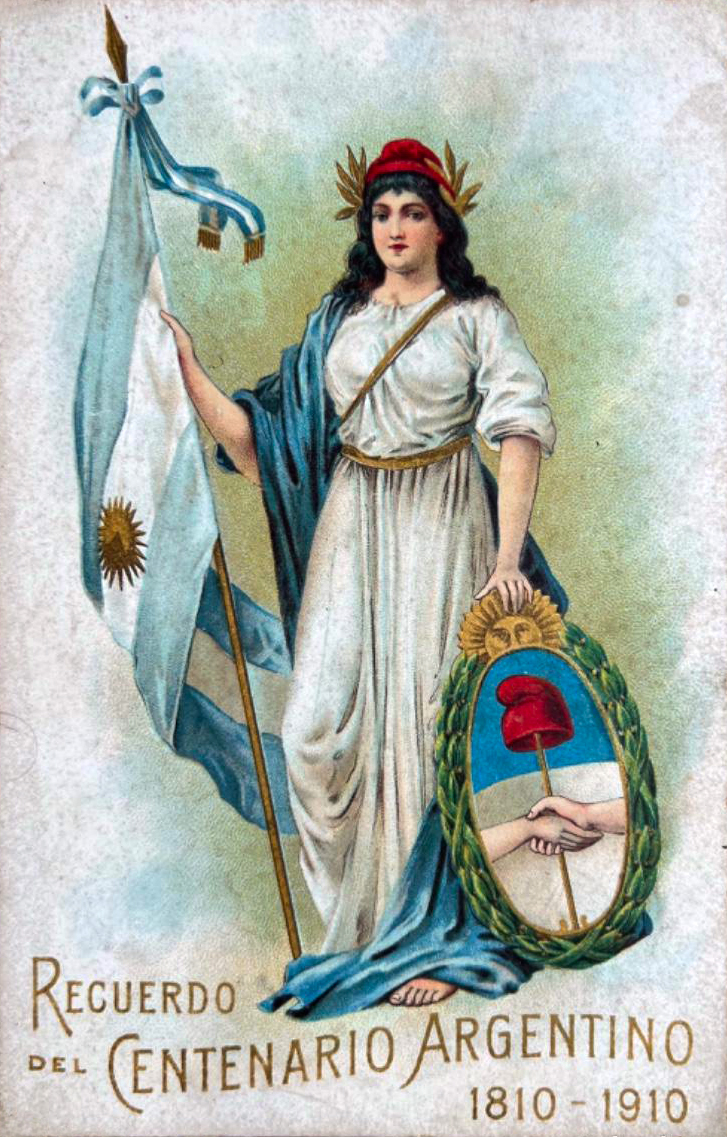
La Libertad de Oudiné en memoria del centenario argentino de la Revolución de Mayo (1810-1910).

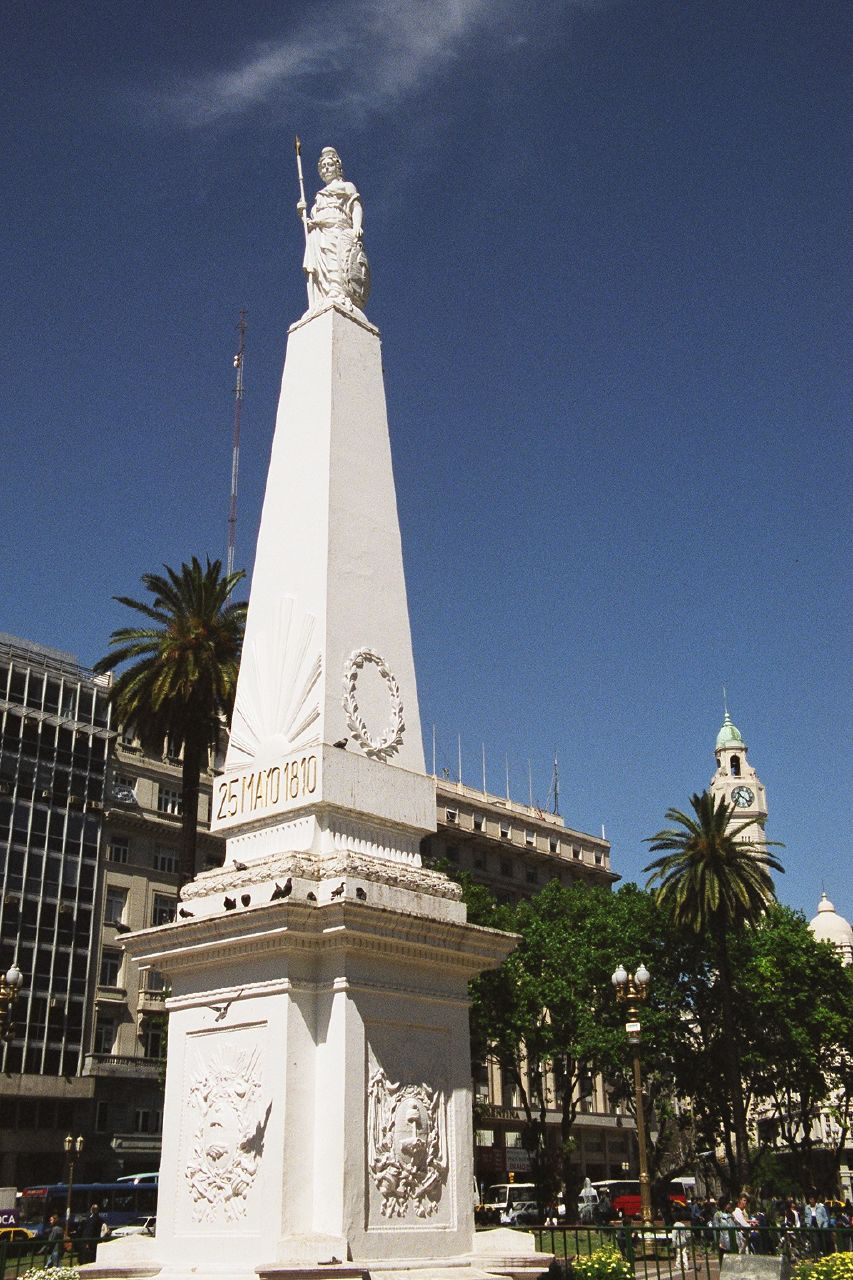
Estatua de la Libertad en la cúspide de la Pirámide de Mayo, inaugurada en 1856. En su mano izquierda sostiene un escudo argentino.

Existen variadas representaciones alegóricas de la Argentina o asociadas de algún modo con la República Argentina. No se trata, no obstante, de una personificación nacional con nombre propio —como la Marianne francesa o Italia Turrita— sino de esculturas o grabados que, representando a la Libertad, la República, la Patria u otros conceptos abstractos, han sido y son usados oficialmente por el Estado argentino. La alegoría está representada en la mayoría de los casos por una joven mujer llamada la Libertad de Oudiné vestida por una especie de túnica, de tez clara y de cabello castaño o morocho ondulado. Suele llevar por tocado un encarnado gorro frigio, emblema de la libertad. Cuando se pinta a la alegoría de Argentina; su túnica y sobretúnica casi siempre tienen los colores de la Bandera Argentina.

## Esculturas

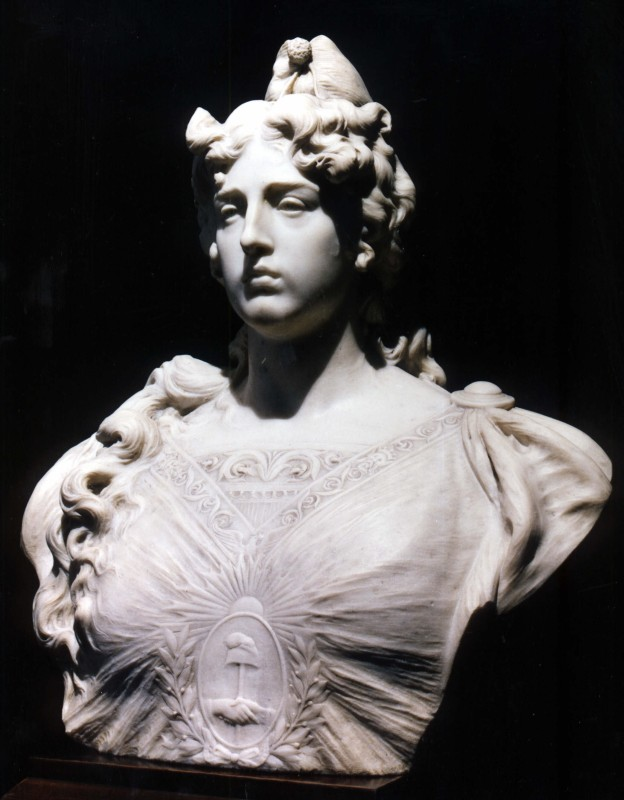
La República Argentina alegorizada por Ettore Ximenes en 1900; obsérvese que en el lugar del corazón está esculpido el Escudo de Argentina.

A pesar de no existir un personaje con características fijas, la alegoría de la República Argentina acostumbra ser una figura femenina vestida con túnica y tocada con un gorro frigio, emblema que aparece en el escudo nacional. Figuras como esta aparecen en monumentos relacionados con la Guerra de las Malvinas, como el Monumento al Guardacostas ubicado en el barrio porteño de Puerto Madero o el Monumento a la Gesta de Malvinas de la ciudad bonaerense de Quequén; o en el mascarón de proa del buque insignia de la Armada Argentina: el de la Fragata Libertad o las esculturas de Lola Mora conocidas como La Patria Viva en el Monumento Nacional a la Bandera.

### Pirámide de Mayo
La Pirámide de Mayo fue remodelada en 1856 bajo la dirección artística de Prilidiano Pueyrredón, quien encargó al artista francés Joseph Dubourdieu lo que la prensa de la época definió como "una estatua colosal de la Libertad". Inaugurada pocos días antes de las celebraciones por el aniversario de la Revolución de Mayo, la estatua presenta una figura muy similar a la representación de la diosa Atenea, coronada con un gorro frigio, armada con una lanza en una mano y con un escudo argentino como defensa en la otra. Aunque la mayoría de las fuentes menciona a la estatua como una alegoría de la Libertad, en una publicación del Museo Histórico y Numismático del Banco Central de la República Argentina se la considera en cambio alegoría de la República.

### Busto del Salón Blanco

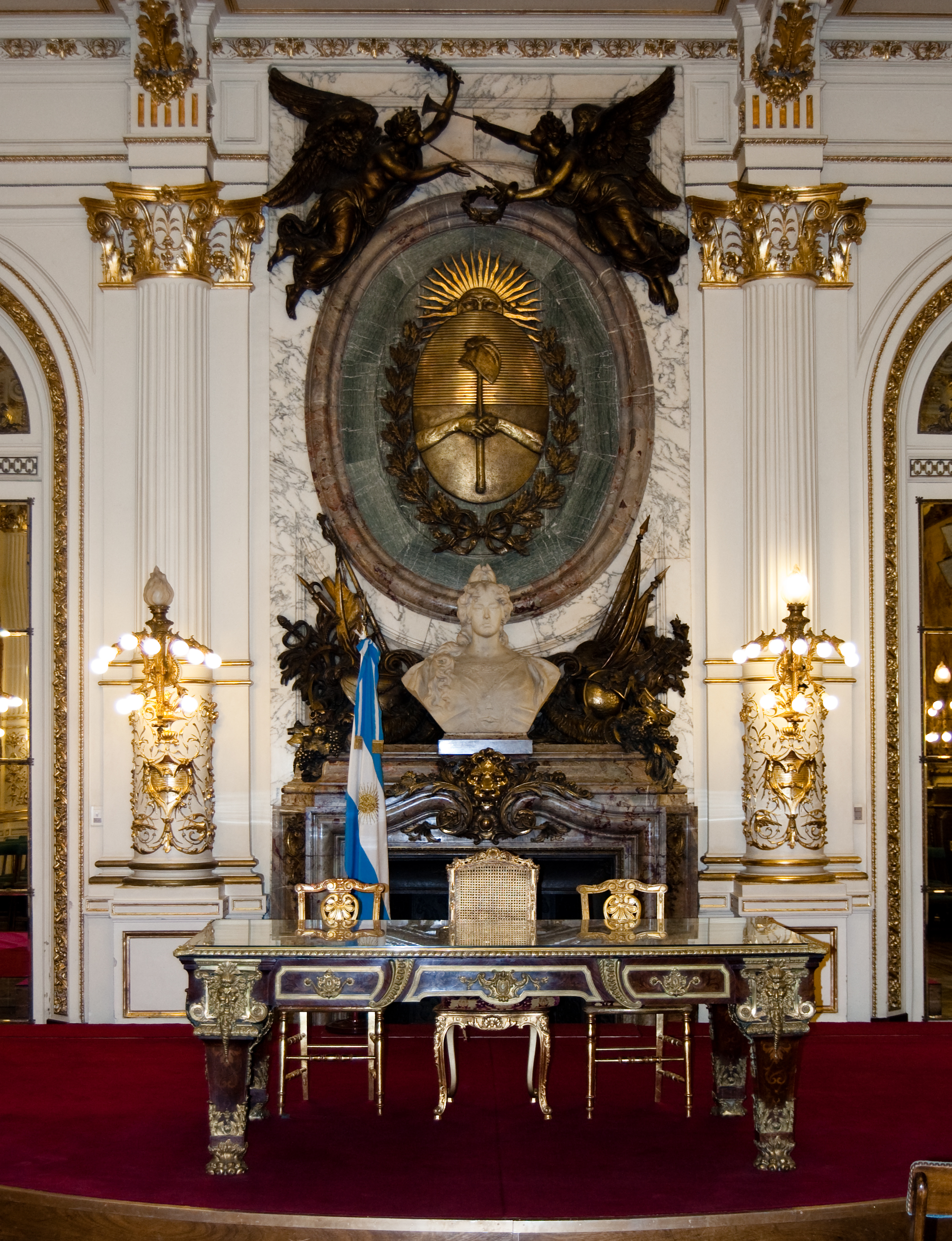
Vista de La República, Salón Blanco de la Casa Rosada, sede del Poder Ejecutivo Nacional.

Presidiendo el Salón Blanco de la Casa Rosada, lugar donde tradicionalmente se realizan las ceremonias institucionales y anuncios de importancia relacionados con el Poder Ejecutivo Nacional, se encuentra emplazado el busto de una mujer de abundante cabellera que lleva en su pecho, como broche, el escudo argentino. La obra, realizada por el escultor italiano Ettore Ximenes en 1890, lleva por título La República, pero otras fuentes lo consideran un busto de la Patria.

## Figuras procedentes de emisiones monetarias
La primera representación de una figura alegórica en aparecer en billetes argentinos fue la diosa Atenea (símbolo histórico de la Democracia ateniense), en una emisión encargada por el Banco Nacional de las Provincias Unidas del Río de la Plata durante la Guerra del Brasil. La diosa griega apareció también en billetes emitidos por el Banco Nacional durante la gobernación de Juan Manuel de Rosas en la Provincia de Buenos Aires. Sin embargo, la primera figura en transmitir una idea de regionalidad aparece en una serie de billetes de impresión británica emitida por el Banco de la Provincia de Buenos Aires en 1867, donde se aprecia a una joven que sostiene una pala en la mano izquierda y un cayado de pastora en la mano derecha —representaciones de la agricultura y de la ganadería, respectivamente—, con un cántaro de agua surgente a sus pies —el Río de la Plata— y la Pirámide de Mayo como fondo. Coronando el cuadro se presenta un escudo argentino flanqueado por banderas provinciales.
En algunos de los primeros billetes de peso moneda nacional aparecen varias figuras femeninas no identificadas mostrando sus piernas o su pecho, "como la imagen de un Estado seductor que atrae por medio de la mujer a aquel ciudadano que se ve reflejado en el espacio contenido por el marco del retrato". La reorganización monetaria, comenzada durante la primera presidencia de Julio Argentino Roca, impuso el uso de diseños elaborados al efecto que habrían de tener una mayor permanencia en el tiempo. Dos figuras alegóricas presentes en las primeras emisiones unificadas de moneda y de billetes, el busto de la Libertad y la efigie del Progreso respectivamente, resultarían recurrentes en posteriores emisiones.

### Busto de la Libertad

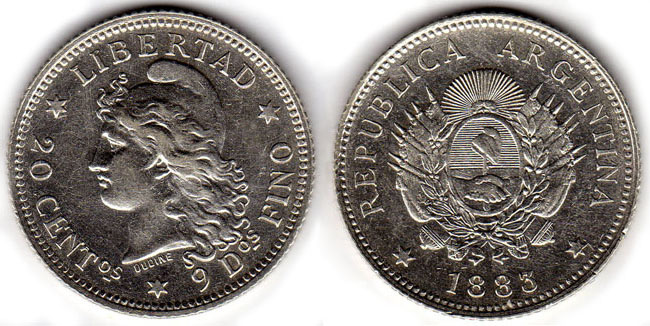
La Libertad de Oudiné en la cara de una moneda de 20 centavos m$n de 1883.

Una de las figuras más recurrentes en las amonedaciones argentinas es la efigie de la Libertad del artista francés Eugène-André Oudiné, que la muestra de perfil con rostro sereno, una abundante cabellera suelta al viento y un gorro frigio como tocado. Oudiné labró su efigie de la Libertad en 1881 por encargo del ingeniero Eduardo Castilla, primer presidente de la Casa de Moneda, para ilustrar el reverso de las monedas del peso moneda nacional (m$n), cuya creación había sido sancionada ese mismo año para unificar el sistema monetario del país. La Libertad de Oudiné estuvo presente en las emisiones monetarias en forma ininterrumpida hasta 1942, cuando fue reemplazada por un busto más moderno realizado en 1940 por el escultor francés Lucien Bazor. No obstante, en la emisión de 1957 y siguientes reaparece el antiguo diseño de Oudiné, que seguirá presente en sucesivos diseños de monedas de peso Ley 18.188, peso argentino y austral.
Una versión ligeramente distinta aparece en los billetes de 50 centavos de peso moneda nacional, en circulación entre 1942 y 1960. Esta efigie, además de asociarse con el diseño de Oudiné, puede considerarse inspirada por La Libertad guiando al pueblo de Eugène Delacroix.
En 2015 la entonces presidenta Cristina Fernández de Kirchner anunció el lanzamiento de un billete conmemorativo de 100 pesos en homenaje a las Madres y Abuelas de Plaza de Mayo que tendría como figura central a la efigie de Oudiné, aunque tocada con el característico pañuelo blanco de las Madres de Plaza de Mayo.
La Libertad de Oudiné aparece asimismo en el logotipo del Banco Central de la República Argentina, y en los sellos de la ley de Impuestos Internos presentes en los paquetes de cigarrillos. El escudo de la Policía Federal Argentina integra la silueta de la Libertad de Oudiné con la figura sobreimpresa de un gallo en actitud cantante, símbolo de la institución desde 1822. También fue usada en el logotipo de la desaparecida Gas del Estado, donde el busto de la Libertad representa la propiedad estatal de la empresa —oficiando como alegoría de la República— y una llama producto de la combustión del gas aparece superpuesta en representación de su actividad económica.

### Efigie del Progreso

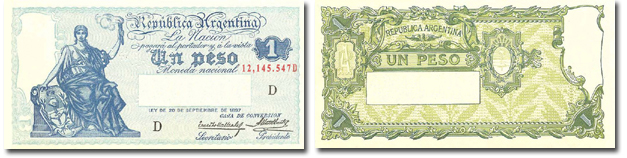
Efigie del Progreso en billete de 1 peso m$n, emisión de 1903.

Otra figura alegórica frecuente, en este caso en los billetes, es una efigie del Progreso donde aparece una mujer sentada que sostiene con una mano un escudo argentino y en la otra tiene en alto una antorcha encendida. El diseño, que suele atribuirse al grabador francés Louis-Eugène Mouchon, fue realizado por encargo para ilustrar el anverso de los billetes de peso moneda nacional emitidos como consecuencia de la ley 3.505 de 1897, que autorizó a la Caja de Conversión a renovar y unificar todo el papel moneda circulante en la época. La efigie del Progreso estará presente en todas las series de billetes de la Casa de Conversión, desde 1899 hasta su sustitución en 1935 por el Banco Central de la República Argentina, y no será reemplazada hasta 1942, año en que este último realizó su primera emisión de billetes. La misma figura, rodeada de laureles, reaparecerá medio siglo más tarde en el reverso de todos los billetes de austral.
Más allá de la identificación con el Progreso, cuya oficialización es posterior, inicialmente la figura fue interpretada como una efigie de la República.

## Festejos del Bicentenario
Durante los festejos y celebraciones del Bicentenario de Argentina, las jóvenes actrices Josefina Torino e Ivanna Carrizo interpretaron la figura de la Patria. Las artistas se inspiraron en varias esculturas para componer el personaje, entre ellos la estatua de la República presente sobre el frontispicio del Museo Histórico Sarmiento. La producción buscó específicamente dos actrices que tuvieran rasgos mestizos, como forma de incluir a los indígenas de Argentina en la representación.

## Galería

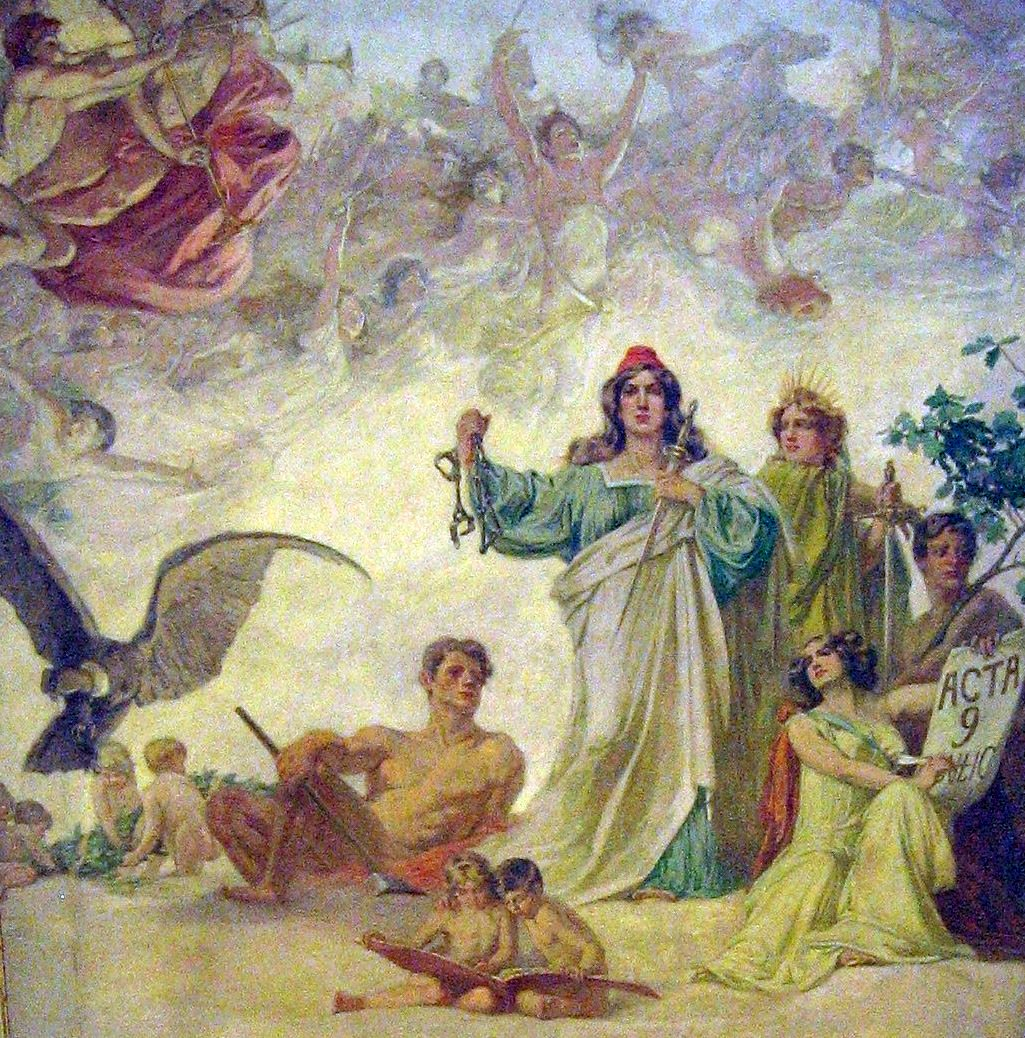
Pintura en el cielorraso de la Salón Blanco de la Casa Rosada con alegorías de la Revolución de Mayo y la Declaración de la Independencia Argentina.
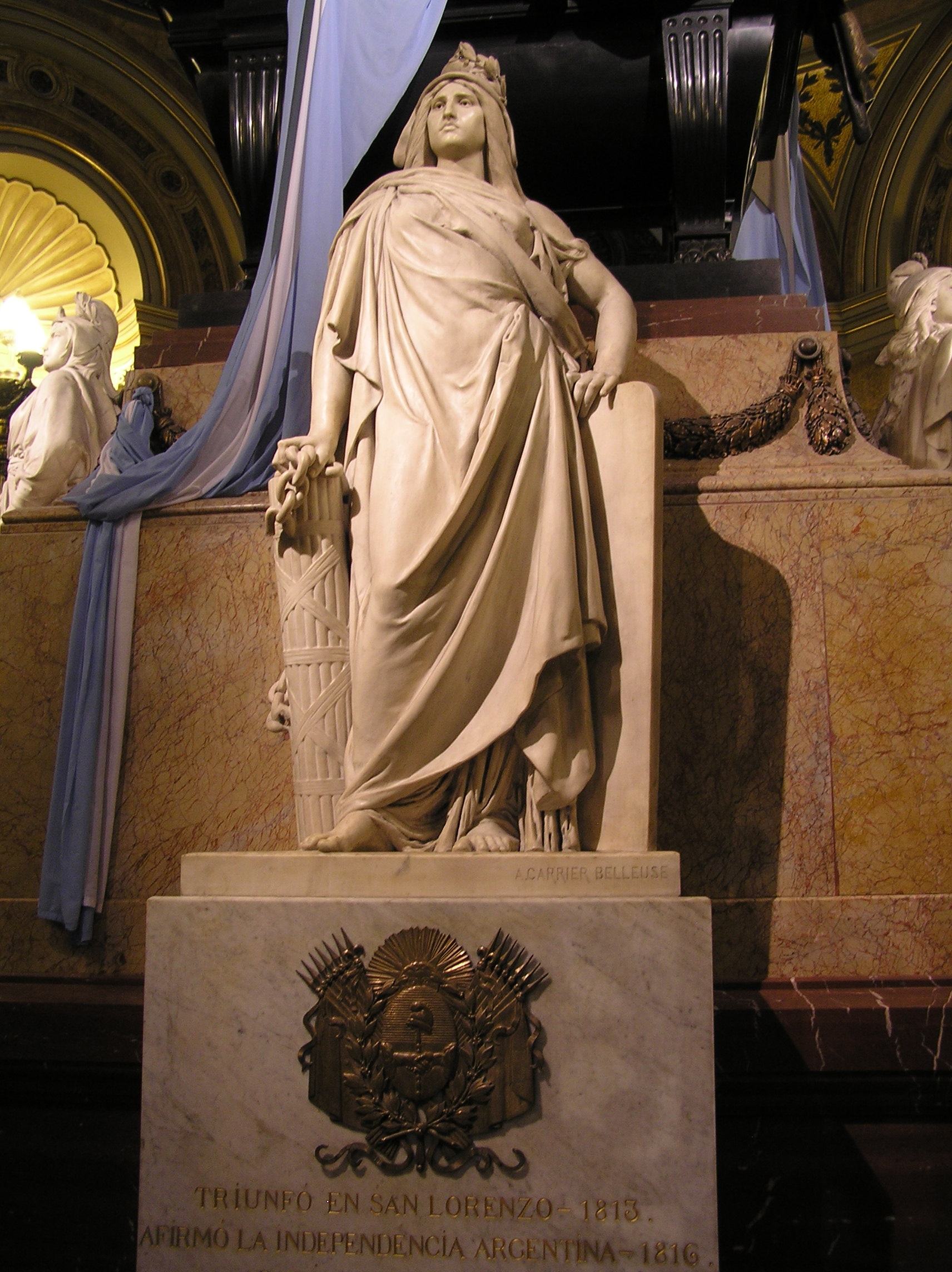
Escultura representativa de la Argentina en el mausoleo de José de San Martín en la Catedral Metropolitana de Buenos Aires.
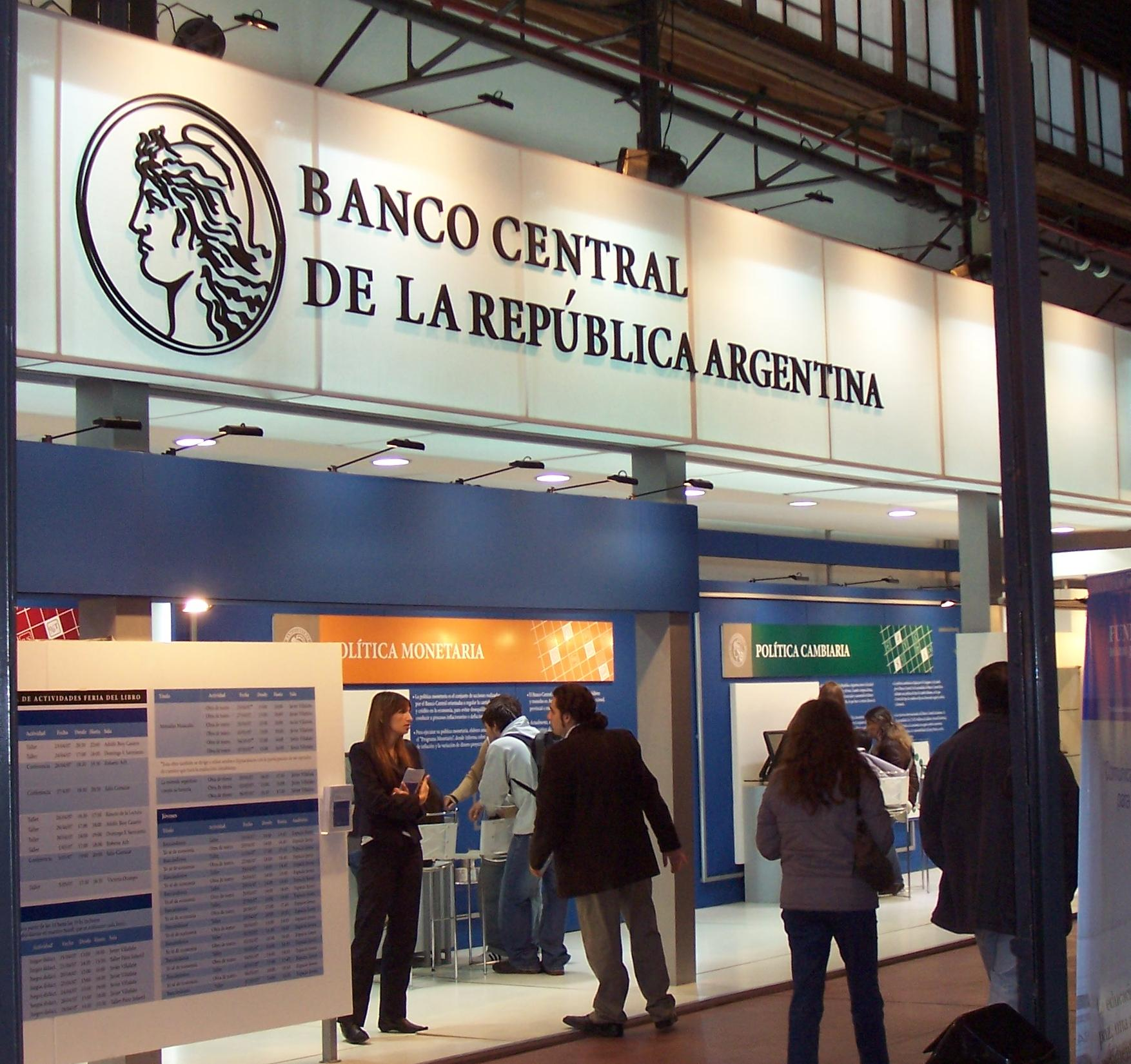
La Libertad de Oudiné en el logotipo del Banco Central de la República Argentina.
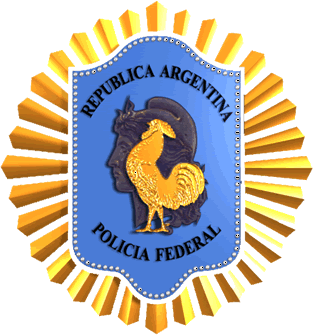
La silueta de la Libertad de Oudiné integra el escudo de la Policía Federal Argentina.
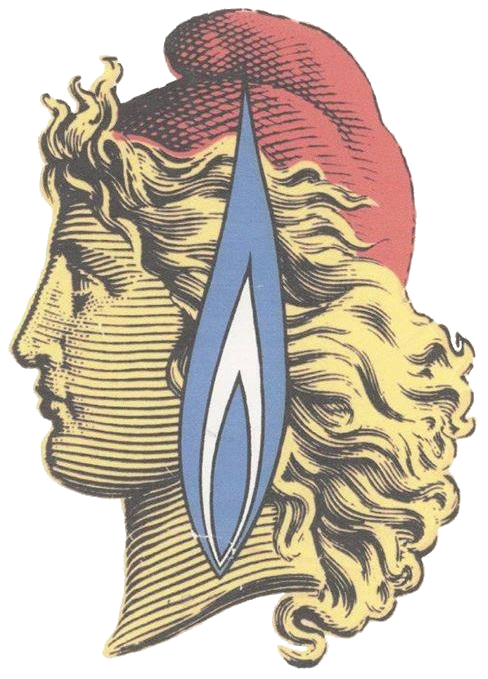
La misma figura sirvió como base para el logotipo de Gas del Estado.
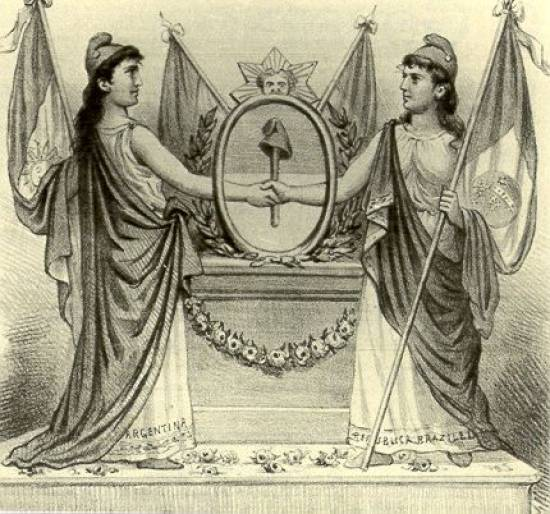
Ilustración de fines del siglo XIX que representa la amistad entre la República Argentina y la entonces recién instituida república del Brasil o Estados Unidos del Brasil.
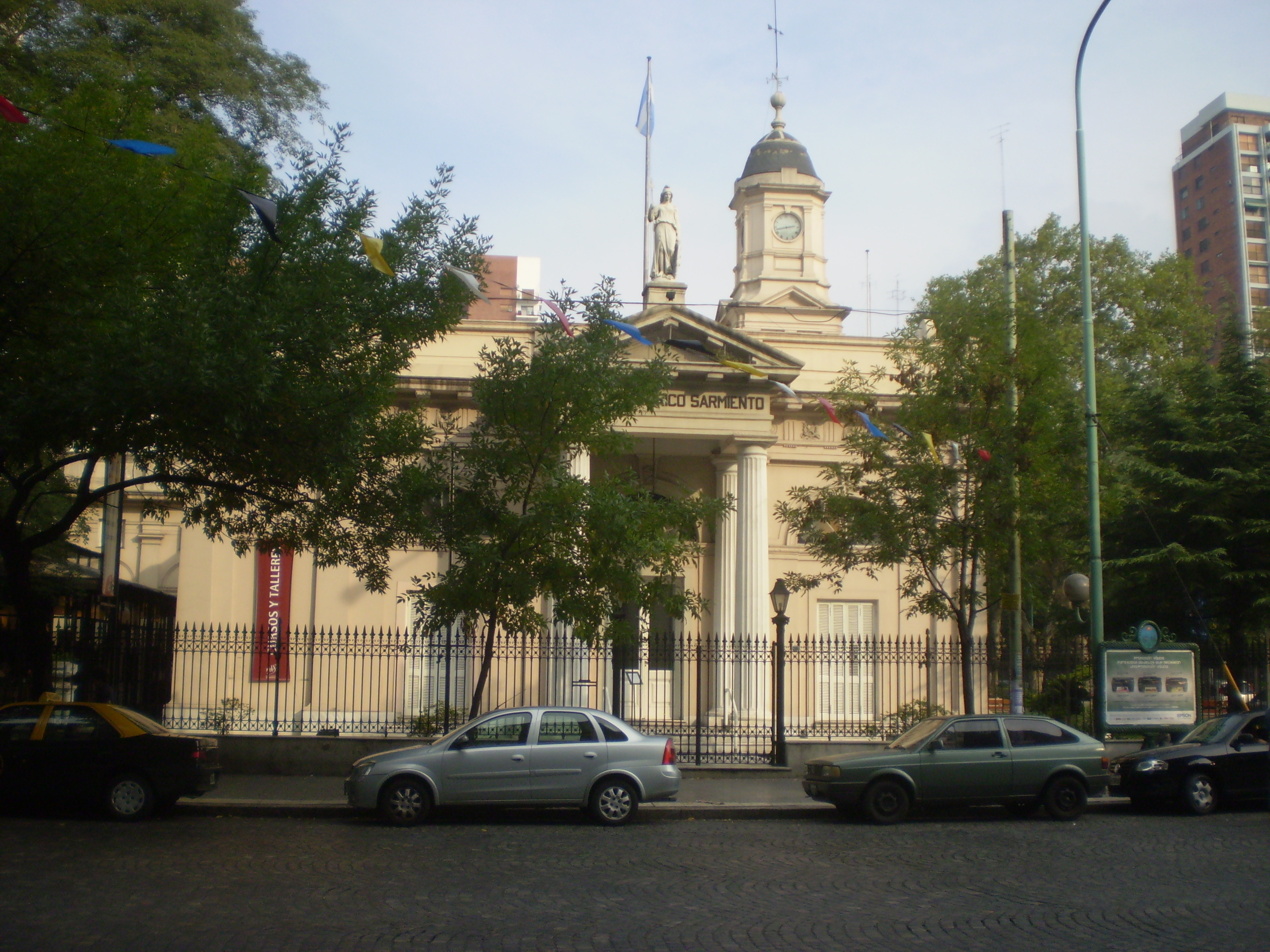
Escultura alegórica de la República en el edificio del Museo Histórico Sarmiento.
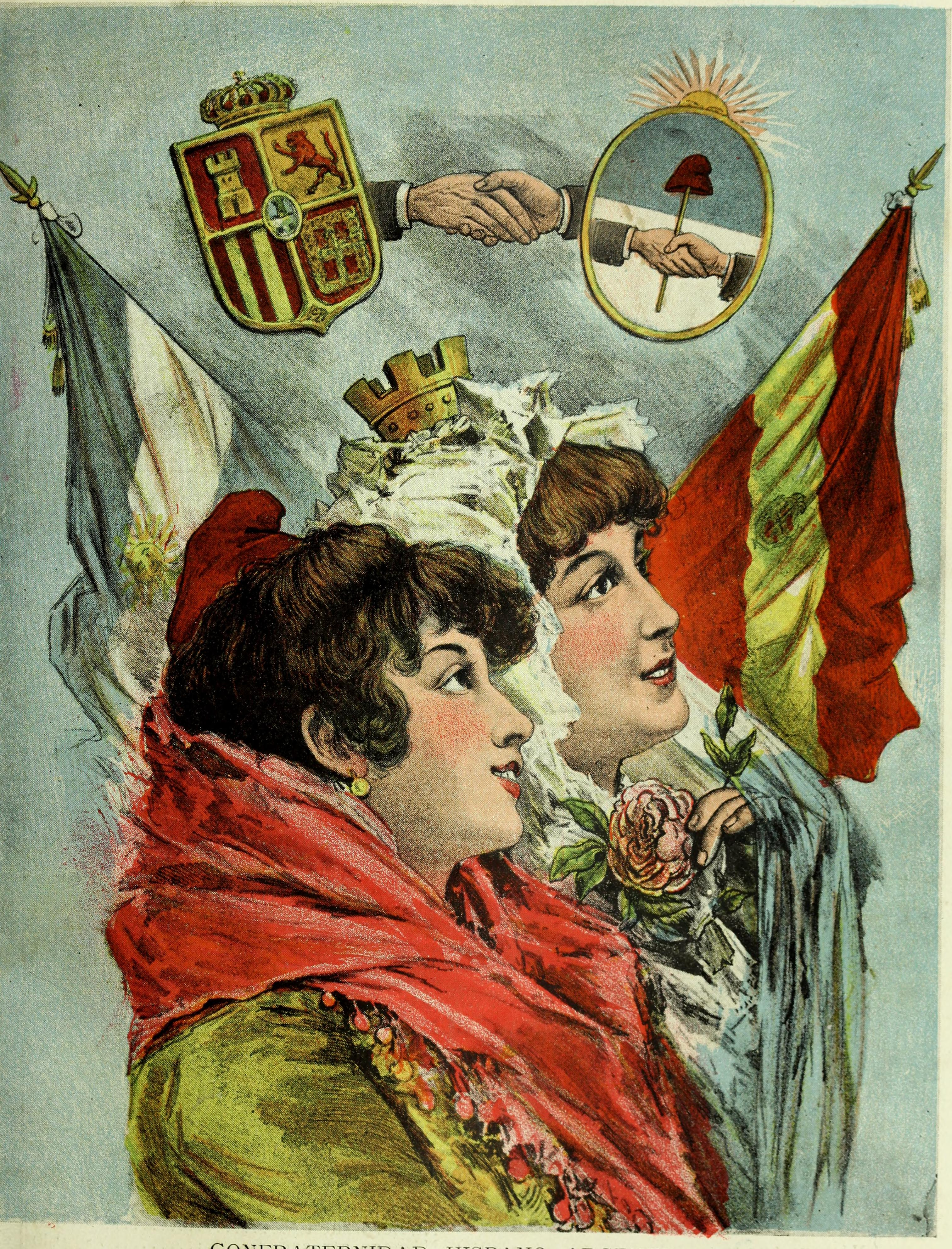
La confraternidad hispano-argentina en 1900 retratada por la Libertad de Oudiné e Hispania.
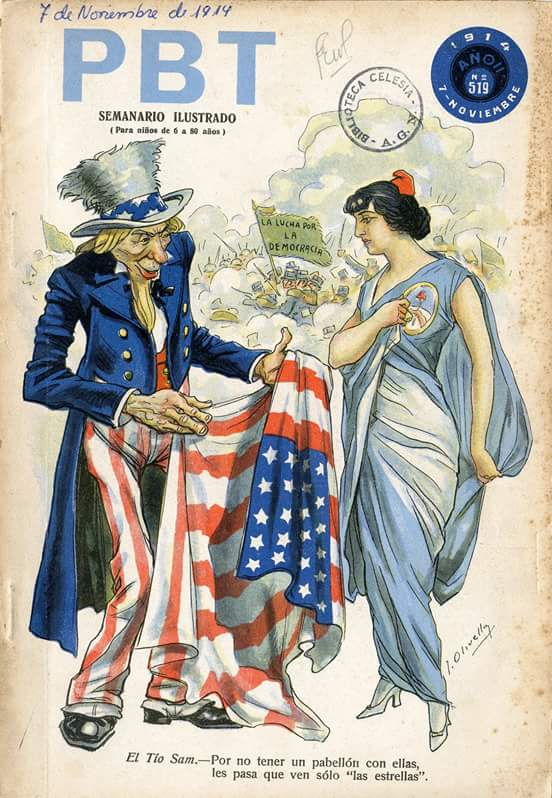
Las relaciones entre Estados Unidos y Argentina en 1914 retratadas por el Tío Sam y la Libertad de Oudiné.
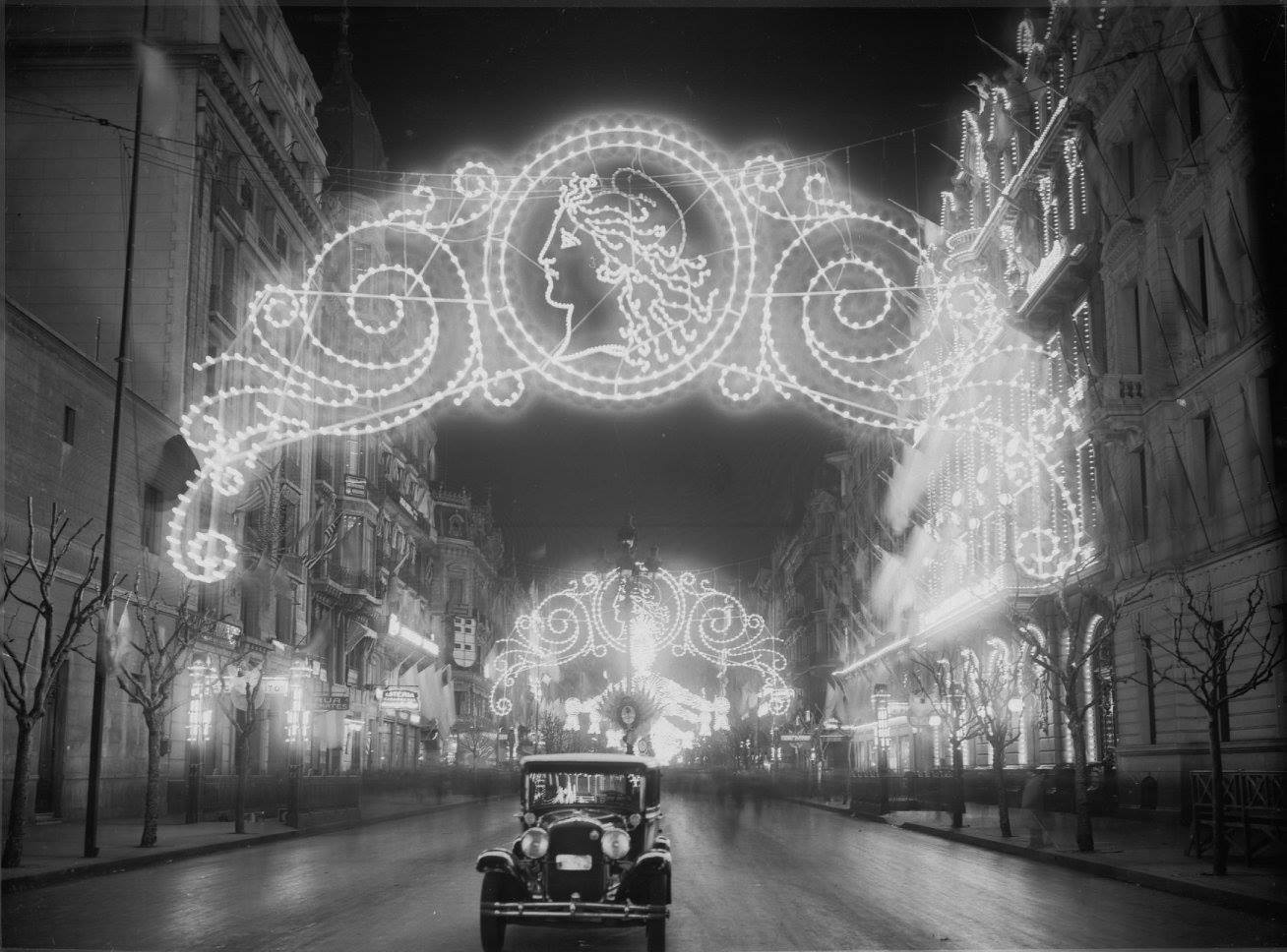
La Libertad de Oudiné como parte de la ornamentación de la Avenida de Mayo por el 12 de Octubre en 1929.
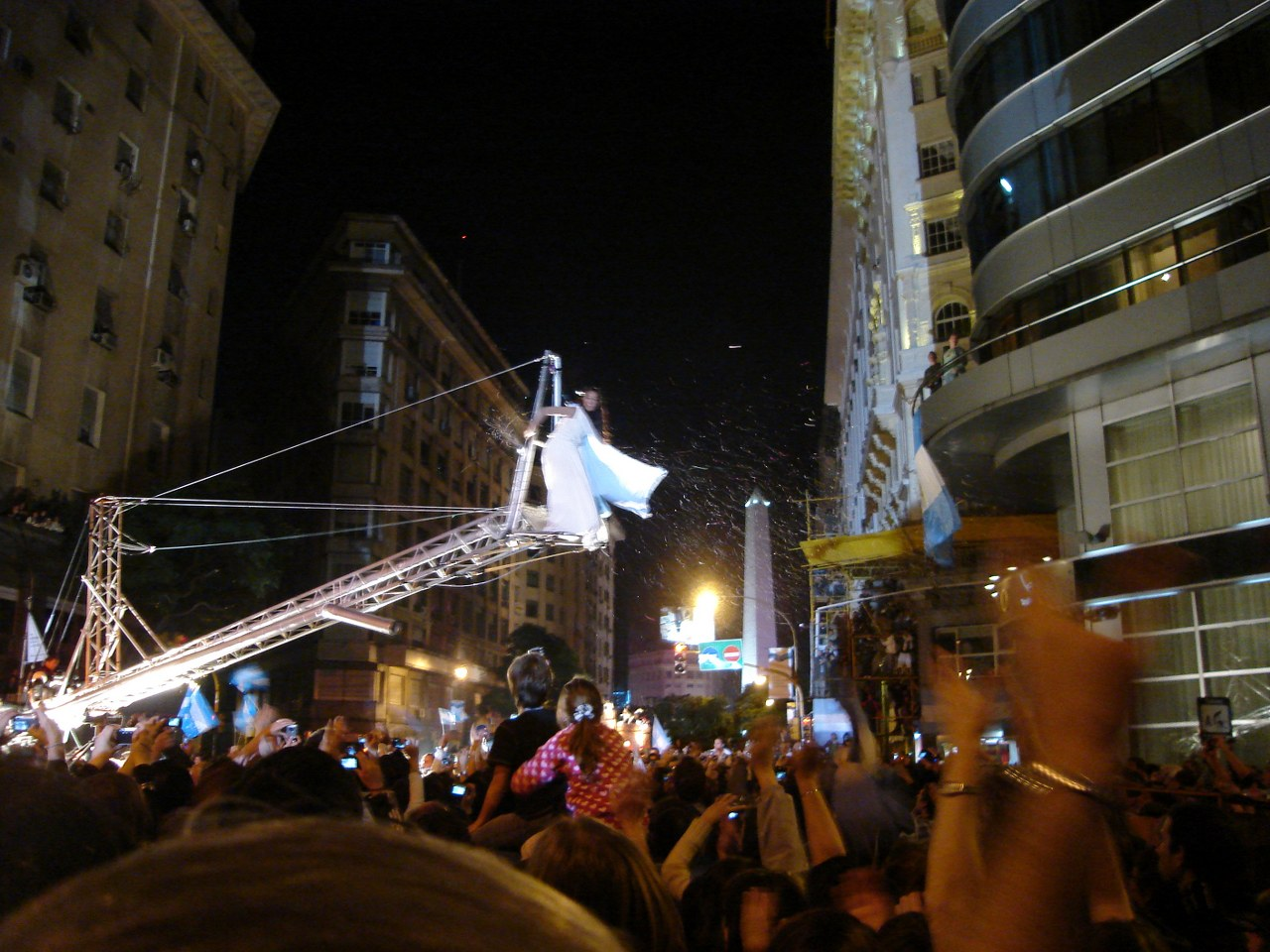
Representación de la Patria durante los festejos del Bicentenario de Argentina.
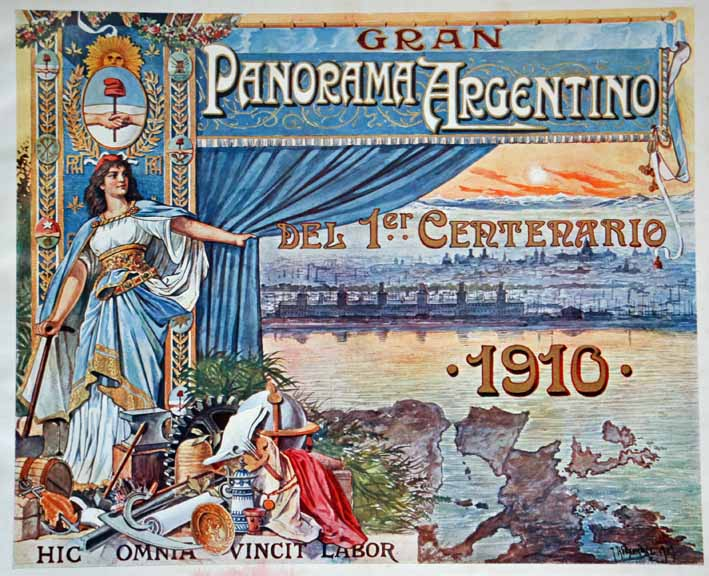
Panorama Argentino revista publicada en 1910 como parte de la celebración del Centenario de la Argentina conmemorando los cien años de la Revolución de Mayo.